# Himmelsberg (Kirchhain)
Himmelsberg ist ein Stadtteil von Kirchhain im mittelhessischen Landkreis Marburg-Biedenkopf.

## Geographie

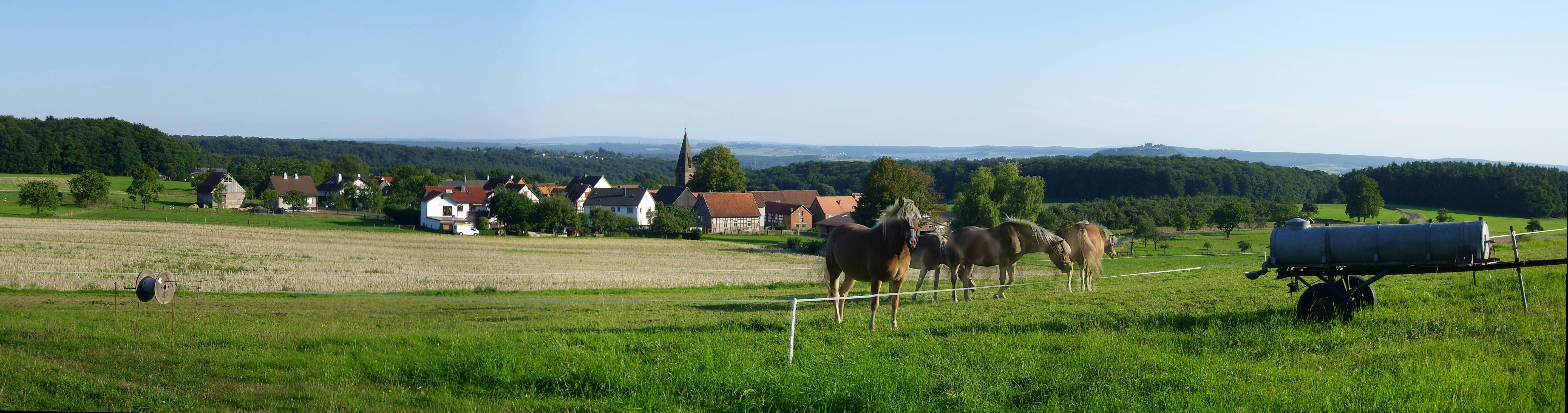
Blick auf Himmelsberg, rechts des Kirchturmes die fast 1000-jährige Sommerlinde. Im Hintergrund der gut 43 km entfernte, 773 m hohe Vogelsberg, davor der unbewaldete, 362 m hohe Hochberg (Nördliches Vogelsberg-Vorland) mit dem Basaltwerk in Homberg-Nieder-Ofleiden (rechts des Kirchturmes); rechts davon das bis 407 m hohe Lumda-Plateau, davor halbrechts die Amöneburg. Links des Kirchturmes im Hintergrund das Neubaugebiet Kirchhain-Nord am südlichen Fuße des Burgholz

Himmelsberg im Landkreis wird umrahmt von den Ausläufern des südlichen, nicht mehr komplett bewaldeten Burgwaldes, einem der größten zusammenhängenden Waldgebiete in Deutschland. Aufgrund seiner Höhenlage von rund 290 m ist unter anderem ein Ausblick in das angrenzende Amöneburger Becken möglich.

## Geschichte

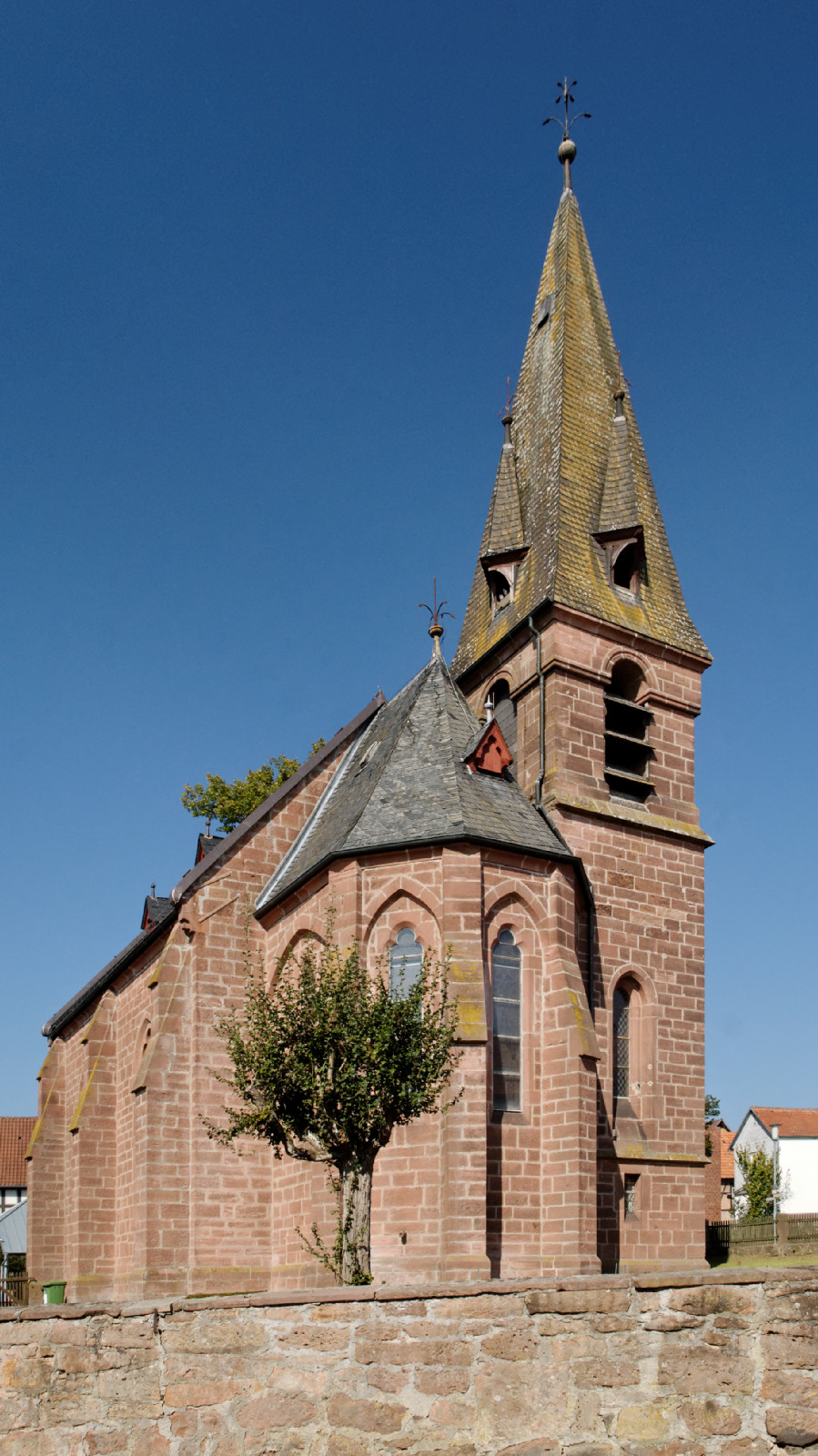
Kirche

### Ortsgeschichte
Auf das Jahr 1243 wird die älteste bekannte urkundliche Erwähnung als „Himelesberg“ datiert: Graf Berthold von Ziegenhain übergab der Urkunde zufolge durch Schenkung den Ort an das Zisterzienserkloster Haina. Um 1360 erwarb der Mainzer Erzbischof Gerlach im Tausch gegen andere Dörfer von dem Grafen von Ziegenhain unter anderem den Ort Himmelsberg, woraufhin dieser der mainzischen Amts- und Gerichtsverwaltung in Amöneburg unterstand. Von 1526 bis 1608 war Himmelsberg bedingt durch die Reformation protestantisch. Mit Vertrag von 1608 zwischen dem Mainzer Erzbischof Johann Schweickhard und dem Landgrafen Moritz von Hessen-Kassel wurde Himmelsberg wieder katholisch und unterstand dem Zuständigkeitsbereich des Amöneburger St.-Johannes-Stifts.
Die katholische Kirche St. Nikolaus wurde 1870 erbaut. Erstmals ist bereits  1243 eine Kirche mit gleichem Patronat bezeugt. Das Himmelsberger Gotteshaus ist eine Hallenkirche in neugotischem Stil. Sie prägt ein fünfseitiger Chor und besitzt einen quadratischen  Glockenturm auf dem ein spitzzulaufendes, pyramidenartiges Dach gen Himmel ragt. Besonders auffallend ist das über dem Haupteingang angeordnete große filigrane Maßwerkfenster. Das Maßwerk ist eines der wichtigsten Merkmale der Hoch- und Spätgotik. Mehrere historische Grabsteine sind im Außenbereich der Kirche zu finden. Der Friedhof befindet sich außerhalb des Ortes in unmittelbarer Nähe des Ortseingangs. Wie in anderen Dörfern der Umgebung symbolisieren auch in Himmelsberg direkt vor der Kirche, aber auch in der Gemarkung drei Kruzifixe, eine Mariensäule -Marienfigur mit Kind- und ein Bildstock, in dessen vergitterten Aufsatz eine Statue des Hl. Johannes Nepomuk Aufstellung fand, Zeugnis der Frömmigkeit und Zeichen katholischen Glaubens.
Weitere Ereignisse in tabellarischer Übersicht:
- 1803 – als Kurmainz mit dem Reichsdeputationshauptschluss seine territoriale Selbständigkeit verlor, kam das Amt Amöneburg und somit auch Himmelsberg zum neu gebildeten Fürstentum Fritzlar und mit diesem unter die Herrschaft des zum Kurfürsten erhobenen Landgrafen von Hessen-Kassel
- 1821 – Himmelsberg wurde dem Amt Rauschenberg eingegliedert und gehörte zu dem neu geschaffenen Kreis Kirchhain, der bis 1932 bestand.
- 1827 – Bau eines gemeindlichen Backhauses
- 1871 – Einweihung der neu errichteten St. Nikolaus-Kirche
- 1891 – Anschaffung einer Feuerspritze von J. Klee & Sohn Spritzen-Fabrik Marburg
- 1914 – mit der Inbetriebnahme der Wohratalbahn wird Himmelsberg an das Eisenbahnnetz angeschlossen und erhält eine Haltestelle; die Strecke wurde zum 1. Januar 1982 stillgelegt
- 1923 – Anschluss an das Elektrizitätsnetz
- 1932 – Himmelsberg kommt zum Landkreis Marburg
- 1950 – Anschluss an das Allendorfer Wassernetz
- 1960 – Errichtung einer Gemeinschaftsgefrieranlage, stillgelegt am 1. März 2006
- 1970 – Auflösung der Schule nach fast 300-jährigem Bestehen
- 1971 
  - Zum 1. Februar 1971 wurde die bis dahin selbständige Gemeinde Himmelsberg im Zuge der Gebietsreform in Hessen auf freiwilliger Basis als Stadtteil in die Stadt Kirchhain eingegliedert.[3][4] Für Himmelsberg, wie für alle ehemals eigenständigen Stadtteile von Kirchhain, wurde ein Ortsbezirk gebildet.[5]

- 1973 – Errichtung des Dorfgemeinschaftshauses mit Feuerwehrgeräteraum
- 1983 – Errichtung einer Grillhütte
- 1987 – Erstes gebrauchtes Feuerwehrfahrzeug TSF Ford Transit (Baujahr: 1976, Aufbau: Ziegler)
- 1993 – Feier zum 750-jährigen Bestehen und Herausgabe einer Dorfchronik
- 1998 – Silbermedaille im Bundeswettbewerb „Unser Dorf soll schöner werden – Unser Dorf hat Zukunft“
- 2001 – Herausgabe der Briefmarke im Rahmen der Sonderpostwertzeichen-Serie „Naturdenkmäler in Deutschland“
- 2004 – Erstellung eines Gemeindewappens
- 2008 – Eröffnung eines Premiumwanderweges „Extratour Himmelsberg“
- 2009 – Erweiterung/Umbau der Grillhütte
- 2010
  - Erweiterung/Umbau des Feuerwehrgeräteraumes
  - Herausgabe eines Kinderbuches „Fast wie im Himmel: Geschichte von der Linde in Himmelsberg“
- 2011 – Ersatzbeschaffung eines neuen Feuerwehrfahrzeuges Tragkraftspritzenfahrzeug TSF-W Mercedes-Benz Sprinter (Aufbau: Ziegler)
- 2011/12 – Erweiterung/Umbau des Dorfgemeinschaftshauses mit energetischer Sanierung
- 2012 – Gründung des Fördervereins Dorfgemeinschaftshaus Himmelsberg e. V.

### Verwaltungsgeschichte im Überblick
Die folgende Liste zeigt die Staaten und Verwaltungseinheiten, denen Himmelsberg angehört(e):
- vor 1803: Heiliges Römisches Reich, Kurmainz, Amt Amöneburg
- ab 1803: Heiliges Römisches Reich, Landgrafschaft Hessen-Kassel, Fürstentum Fritzlar, Amt Amöneburg
- ab 1806: Landgrafschaft Hessen-Kassel, Fürstentum Fritzlar, Amt Amöneburg
- 1807–1813: Königreich Westphalen, Departement der Werra, Distrikt Marburg, Kanton Kirchhain
- ab 1815: Kurfürstentum Hessen, Fürstentum Fritzlar, Amt Amöneburg[7]
- ab 1821: Kurfürstentum Hessen, Provinz Oberhessen, Kreis Kirchhain[8][Anm. 2]
- ab 1848: Kurfürstentum Hessen, Bezirk Marburg
- ab 1851: Kurfürstentum Hessen, Provinz Oberhessen, Kreis Kirchhain
- ab 1867: Königreich Preußen, Provinz Hessen-Nassau, Regierungsbezirk Kassel, Kreis Kirchhain
- ab 1918: Deutsches Reich, Freistaat Preußen, Provinz Hessen-Nassau, Regierungsbezirk Kassel, Kreis Kirchhain
- ab 1932: Deutsches Reich, Freistaat Preußen, Provinz Hessen-Nassau, Regierungsbezirk Kassel, Landkreis Marburg
- ab 1944: Deutsches Reich, Freistaat Preußen, Provinz Kurhessen, Landkreis Marburg
- ab 1945: Amerikanische Besatzungszone, Groß-Hessen, Regierungsbezirk Kassel, Landkreis Marburg
- ab 1946: Amerikanische Besatzungszone, Hessen, Regierungsbezirk Kassel, Landkreis Marburg
- ab 1946: Amerikanische Besatzungszone, Hessen, Regierungsbezirk Kassel, Landkreis Marburg
- ab 1949: Bundesrepublik Deutschland, Hessen, Regierungsbezirk Kassel, Landkreis Marburg
- ab 1971: Bundesrepublik Deutschland, Hessen, Regierungsbezirk Kassel, Landkreis Marburg, Stadt Kirchhain[Anm. 3]
- ab 1974: Bundesrepublik Deutschland, Hessen, Regierungsbezirk Kassel, Landkreis Marburg-Biedenkopf, Stadt Kirchhain
- ab 1981: Bundesrepublik Deutschland, Hessen, Regierungsbezirk Gießen, Landkreis Marburg-Biedenkopf, Stadt Kirchhain

### Gerichte seit 1821
Mit Edikt vom 29. Juni 1821 wurden in Kurhessen Verwaltung und Justiz getrennt. Der Kreis Kirchhain war für die Verwaltung und das Justizamt Rauschenberg war als Gericht erster Instanz für Himmelsberg zuständig. Nach der Annexion Kurhessens durch Preußen erfolgte am 1. September 1867 die Umbenennung des bisherigen Justizamtes in Amtsgericht Rauschenberg. Das Amtsgericht Rauschenberg wurde 1932 geschlossen und sein Bezirk ging im Bezirk des Amtsgerichts Kirchhain auf.

## Bevölkerung

### Einwohnerstruktur 2011
Nach den Erhebungen des Zensus 2011 lebten am Stichtag dem 9. Mai 2011 in Himmelsberg 186 Einwohner. Darunter waren 3 (1,6 %) Ausländer. Nach dem Lebensalter waren 27 Einwohner unter 18 Jahren, 69 zwischen 18 und 49, 51 zwischen 50 und 64 und 39 Einwohner waren älter. Die Einwohner lebten in 78 Haushalten. Davon waren 19 Singlehaushalte, 21 Paare ohne Kinder und 33 Paare mit Kindern sowie 3 Alleinerziehende und keine Wohngemeinschaften. In 15 Haushalten lebten ausschließlich Senioren und in 48 Haushaltungen lebten keine Senioren.

### Einwohnerentwicklung
Quelle: Historisches Ortslexikon
- 1585: 13 Hausgesesse
- 1664: 15 Haushalte
- 1838: Familien: 20 nutzungsberechtigte, 4 nicht nutzungsberechtigte Ortsbürger, 2 Beisassen

| Himmelsberg: Einwohnerzahlen von 1834 bis 2019 | Himmelsberg: Einwohnerzahlen von 1834 bis 2019 | Himmelsberg: Einwohnerzahlen von 1834 bis 2019 | Himmelsberg: Einwohnerzahlen von 1834 bis 2019 | Himmelsberg: Einwohnerzahlen von 1834 bis 2019 |
| --- | ---------------------------------------------- | ---------------------------------------------- | ---------------------------------------------- | ---------------------------------------------- |
| Jahr |                                                |                                                |                                                | Einwohner                                      |
| 1834 | 1834                                           |                                                | 146                                            | 146                                            |
| 1840 | 1840                                           |                                                | 152                                            | 152                                            |
| 1846 | 1846                                           |                                                | 161                                            | 161                                            |
| 1852 | 1852                                           |                                                | 165                                            | 165                                            |
| 1858 | 1858                                           |                                                | 141                                            | 141                                            |
| 1864 | 1864                                           |                                                | 137                                            | 137                                            |
| 1871 | 1871                                           |                                                | 131                                            | 131                                            |
| 1875 | 1875                                           |                                                | 140                                            | 140                                            |
| 1885 | 1885                                           |                                                | 148                                            | 148                                            |
| 1895 | 1895                                           |                                                | 136                                            | 136                                            |
| 1905 | 1905                                           |                                                | 115                                            | 115                                            |
| 1910 | 1910                                           |                                                | 113                                            | 113                                            |
| 1925 | 1925                                           |                                                | 155                                            | 155                                            |
| 1939 | 1939                                           |                                                | 141                                            | 141                                            |
| 1946 | 1946                                           |                                                | 191                                            | 191                                            |
| 1950 | 1950                                           |                                                | 158                                            | 158                                            |
| 1956 | 1956                                           |                                                | 163                                            | 163                                            |
| 1961 | 1961                                           |                                                | 158                                            | 158                                            |
| 1967 | 1967                                           |                                                | 181                                            | 181                                            |
| 1980 | 1980                                           |                                                | ?                                              | ?                                              |
| 1990 | 1990                                           |                                                | ?                                              | ?                                              |
| 2000 | 2000                                           |                                                | ?                                              | ?                                              |
| 2011 | 2011                                           |                                                | 186                                            | 186                                            |
| 2015 | 2015                                           |                                                | 182                                            | 182                                            |
| 2019 | 2019                                           |                                                | 168                                            | 168                                            |
| Datenquelle: Historisches Gemeindeverzeichnis für Hessen: Die Bevölkerung der Gemeinden 1834 bis 1967. Wiesbaden: Hessisches Statistisches Landesamt, 1968. Weitere Quellen: LAGIS; Stadt Kirchheim:; Zensus 2011 |                                                |                                                |                                                |                                                |

### Historische Religionszugehörigkeit
Quelle: Historisches Ortslexikon
- 1861: alle Einwohner römisch-katholisch
- 1885: drei  evangelische (= 2,03 %), 145 katholisch (= 97,97 %) Einwohner
- 1961: zwei evangelische (= 97,97 %), 155 (= 98,10 %) katholische Einwohner

### Historische Erwerbstätigkeit
- 1838: Familien: 11 Ackerbau, 4 Gewerbe, 7 Tagelöhner.[1]
- 1961: Erwerbspersonen: 50 Land- und Forstwirtschaft, 23 Produzierendes Gewerbe, 7 Handel und Verkehr, 7 Dienstleistungen und Sonstiges.[1]

## Politik
Ortsbeirat
Für den Stadtteil Himmelsberg besteht ein Ortsbezirk mit Ortsbeirat und Ortsvorsteher nach der Hessischen Gemeindeordnung. Er umfasst das Gebiet der ehemaligen Gemeinde Himmelsberg.
Der Ortsbeirat besteht aus fünf Mitgliedern. Bei den Kommunalwahlen in Hessen 2021 betrug die Wahlbeteiligung zum Ortsbeirat 74,67 %. Alle Kandidaten gehörten der Liste „Bürger für Himmelsberg“ an. Der Ortsbeirat wählte Uwe Kemmer zum Ortsvorsteher.
Wappen
| Wappen von Himmelsberg | Blasonierung: „Im goldenen Schild auf einem roten Dreiberg, belegt mit einem silbernen sechsspeichigen Rad, eine Tanzlinde mit grünem Blattwerk, grünem Stamm und schwarzem Stützgestell. Der Stamm ist belegt mit einem sechsstrahligen goldenen Stern.“ |
| Wappen von Himmelsberg | Wappenbegründung: Das Rad symbolisiert den Erzstift Mainz, der goldene Stern die Grafschaft Ziegenhain. |

## Kultur und Sehenswürdigkeiten

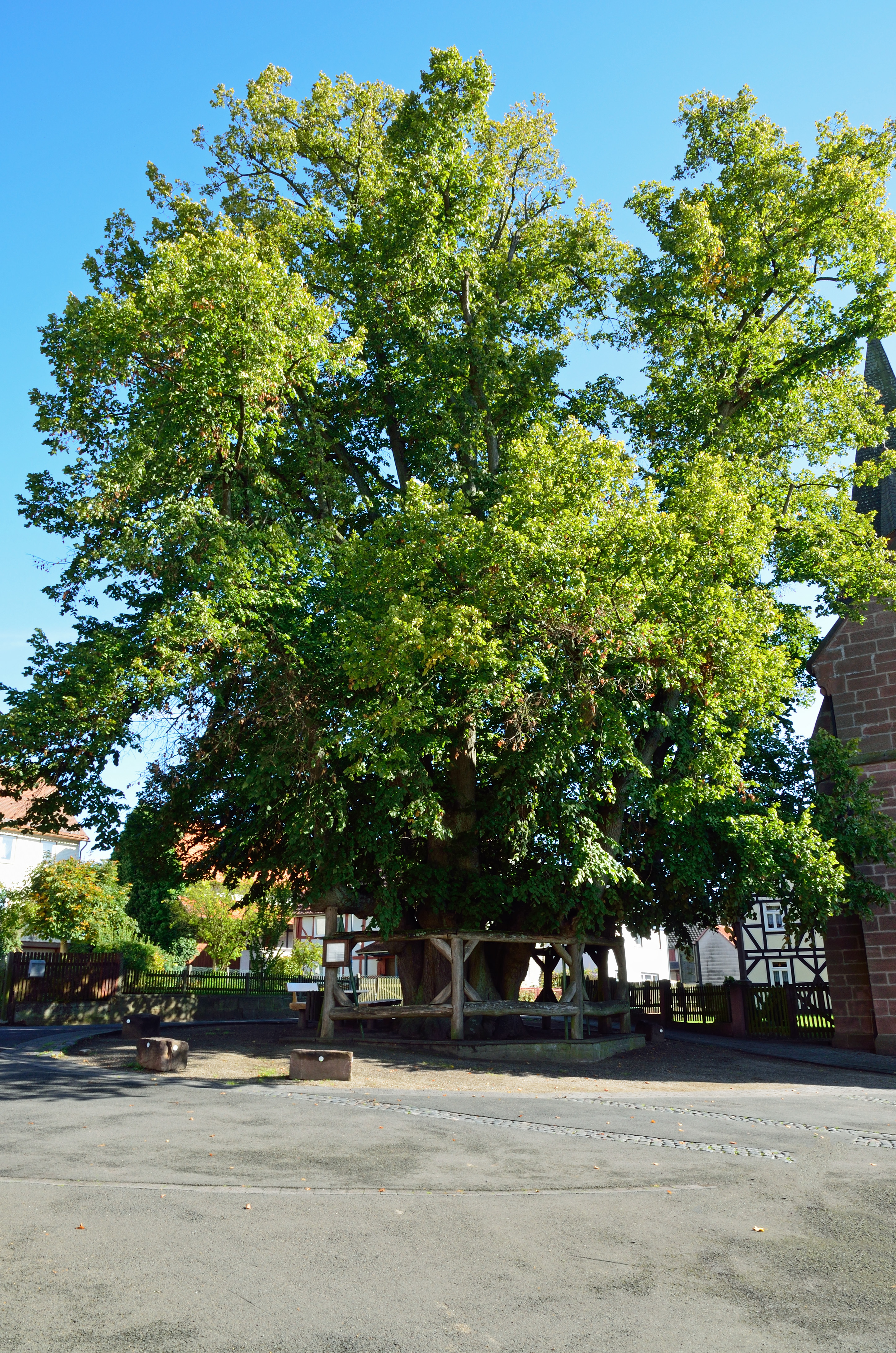
Die Himmelsberger Linde

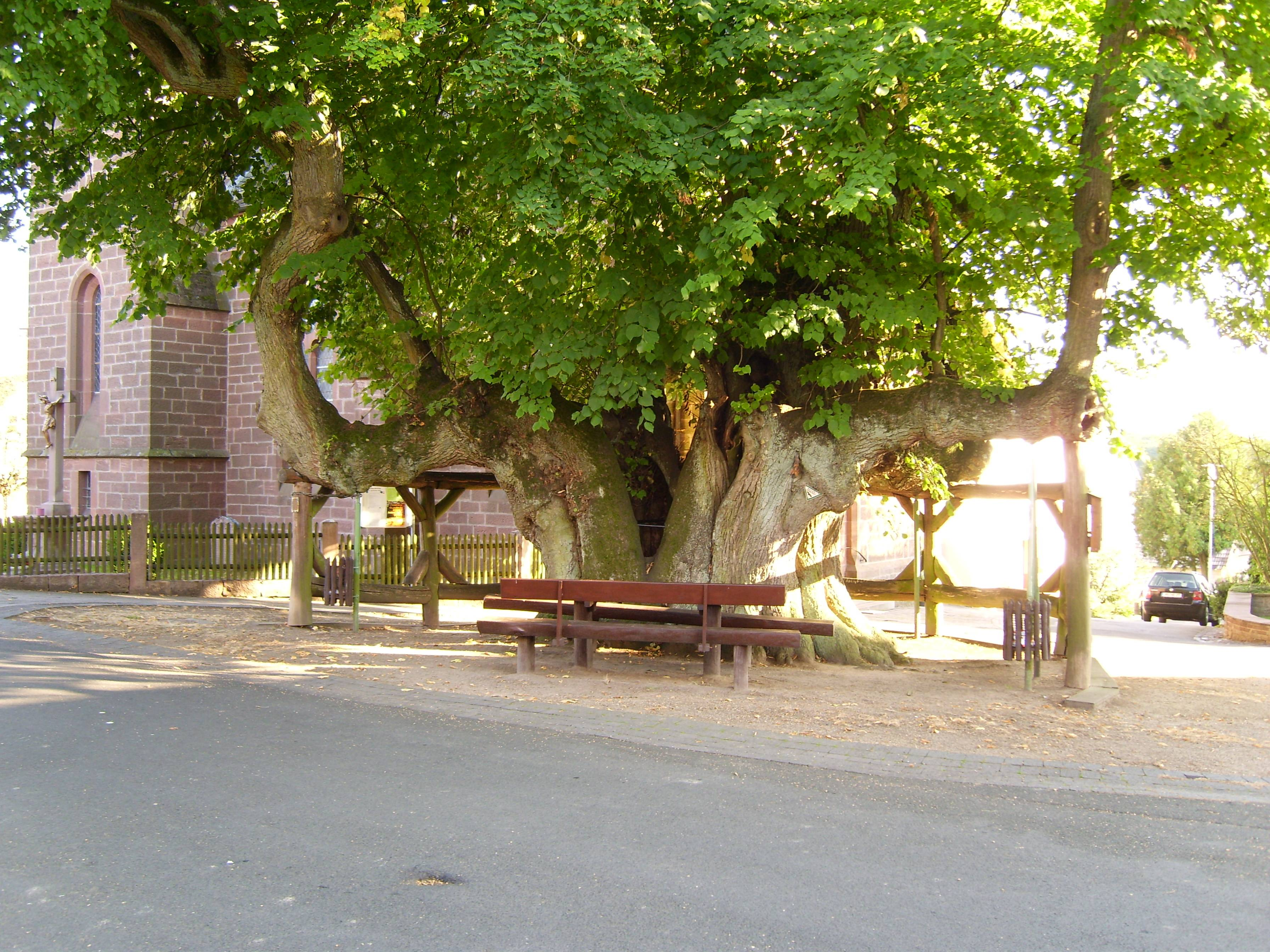
Stamm der Tanzlinde mit Stützgerüst

### Vereine
- Freiwillige Feuerwehr Himmelsberg
- Verschönerungsverein Himmelsberg e. V.
- Verein für Heimat, Brauchtum und Kultur Himmelsberg e. V.
- Förderverein Dorfgemeinschaftshaus Himmelsberg e. V.

### Bauwerke und Denkmäler
Siehe: Liste der Kulturdenkmäler in Himmelsberg (Kirchhain)

### Naturdenkmal Himmelsberger Linde
Die geleitete Tanz,- und Gerichtslinde steht im Ortskern vor der Dorfkirche St. Nikolaus in deren Kirchhof, dem heute parkähnlich angelegten früheren Friedhof des Dorfs. Diese, als Naturdenkmal ausgewiesene und in die Liste markanter und alter Baumexemplare in Deutschland eingetragene, Sommerlinde wird im Volksmund als „1000-jährige“ Linde bezeichnet. Ihr geschätztes Alter wird nach unterschiedlichen Quellen mit 450–1000 Jahren beziffert. Als mögliches Pflanzdatum kann jedoch spätestens die Zeit der Dorfgründung im Jahre 1243 angenommen werden, da der Platz unter der Linde schon 1289 als Gerichtsplatz erwähnt wird.
Vom wuchtigen, teilweise geborstenen und innen hohlen Stamm des Baumveterans wurden in geringer Höhe (heute ca. 3 m) vier Hauptäste in Form einer Tanzlinde waagrecht abgeleitet. An ihren Enden ausgetriebene, senkrecht nach oben strebenede, Starkäste bilden die kandelaberartige Krone. Diese wird durch ein Holzbalkengestell gestützt und durch Stahlseile im Kroneninneren zusätzlich gesichert.
Der Baum ist etwa 25 Meter hoch bei einem Stammumfang von rund 9 Meter; der Stammdurchmesser beträgt zirka 2,9 Meter. Die Krone misst 22 Meter im Durchmesser.
Zu Ehren des seit 1971 geschützten Naturdenkmals ist 2001 eine Sondermarke Linde zu Himmelsberg der Deutschen Post in der Serie Naturdenkmäler in Deutschland erschienen.

## Wirtschaft und Infrastruktur

### Öffentliche Einrichtungen
- Dorfgemeinschaftshaus

### Unternehmen
- A. Preis Malerfachbetrieb
- FEGRA Gravuren und Werbetechnik